# استاروموراپتالوو
استاروموراپتالوو (انگلیسی: Staromuraptalovo) یک شهرک در شهرستان کویورگازینسکی جمهوری باشقیرستان در کشور روسیه است.